# Chaotic Wrestling

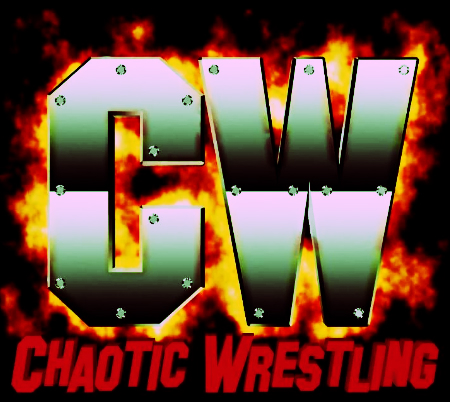

La Chaotic Wrestling è una federazione statunitense di wrestling che ha sede a North Andover, in Massachusetts.
È di proprietà di Jamie Jamitowski e, prima che morisse, apparteneva a Killer Kowalski. La federazione comprende anche il Chaotic Training Center, un centro di preparazione che era gestito da Kowalski ed è tuttora in attività. La promotion ha inoltre collaborato con la WWE in varie occasioni.
Fra i maggiori talenti, che sono o sono stati in WWE provenienti dal centro di allenamento della Chaotic Wrestling, ci sono Kofi Kingston, Darren Young, Damien Sandow, John Cena e Sasha Banks.

## Titoli
| Titoli                                     | Campione/i Attuale/i | Campione/i Precedente/i | Data vinto       | Luogo  |
| ------------------------------------------ | -------------------- | ----------------------- | ---------------- | ------ |
| Chaotic Wrestling Heavyweight Championship | Brian Milonas        | Sean Burke              | 1º marzo 2013    | Lowell |
| Chaotic Wrestling New England Championship | Elia The Great       | Julian Starr            | 1º marzo 2013    | Lowell |
| Chaotic Wrestling Tag Team Championship    | The Logan Brothers   | Infliction              | 1º marzo 2013    | Lowell |
| Chaotic Wrestling Women's Championship     | Barbie               | Mercedes KV             | 14 dicembre 2012 | Lowell |

## Titoli defunti o inattivi
| Titolo                                           | Ultimo Campione | Campione Precedente | Data vinto       | Luogo    |
| ------------------------------------------------ | --------------- | ------------------- | ---------------- | -------- |
| Chaotic Wrestling Television Championship        | Dukes Dalton    | John Walters        | 12 febbraio 2002 | Lowell   |
| Chaotic Wrestling Light Heavyweight Championship | Dukes Dalton    | Arch Kincaid        | 14 gennaio 2001  | Lawrence |